# Championnat des provinces néo-zélandaises de rugby à XV 2025
Navigation
2024 2026
Le Championnat des provinces néo-zélandaises de rugby à XV 2025 (officiellement Bunnings NPC 2025) est la 49e édition du Championnat des provinces néo-zélandaises et la 20e édition depuis la réforme et le passage au professionnalisme. Elle oppose les quatorze meilleures provinces de rugby à XV de Nouvelle-Zélande. Pour des raisons de sponsoring, la compétition se nomme Bunnings NPC.
La saison se déroule du 31 juillet au 25 octobre 2025.
Le tenant du titre est Wellington.

## Format
Depuis 2022, un nouveau format est mis en place. Les quatorze équipes s'affrontent dans une même division et pour un seul titre de champion. Lors de l'édition 2022, les équipes sont séparées en deux conférences, cependant depuis 2023 les équipes sont regroupées dans un seul et même groupe.
Les équipes jouent dix rencontres lors de la saison régulière, cinq à domicile et cinq à l'extérieur pour chacune. Les huit équipes les mieux classées se rencontrent ensuite en phases finales à partir des quarts de finale.

## Résultats

### Faits marquants de la saison
Lors de la troisième journée, le joueur de Taranaki, Josh Jacomb (en), inscrit trente points, dont trois essais, durant la victoire 50 à 8 sur le terrain d'Auckland. Il bat le record de points marqués sur une rencontre pour Taranaki détenu par Beauden Barrett.

### Phase régulière
| Rang | Club             | J | V | N | D | Bo | Bd | Pm | Pe | Diff | Pts |
| ---- | ---------------- | - | - | - | - | -- | -- | -- | -- | ---- | --- |
| 1    | Auckland         | 0 | 0 | 0 | 0 | 0  | 0  | 0  | 0  | 0    | 0   |
| 2    | Bay of Plenty    | 0 | 0 | 0 | 0 | 0  | 0  | 0  | 0  | 0    | 0   |
| 3    | Canterbury       | 0 | 0 | 0 | 0 | 0  | 0  | 0  | 0  | 0    | 0   |
| 4    | Counties Manukau | 0 | 0 | 0 | 0 | 0  | 0  | 0  | 0  | 0    | 0   |
| 5    | Hawke's Bay      | 0 | 0 | 0 | 0 | 0  | 0  | 0  | 0  | 0    | 0   |
| 6    | North Harbour    | 0 | 0 | 0 | 0 | 0  | 0  | 0  | 0  | 0    | 0   |
| 7    | Northland        | 0 | 0 | 0 | 0 | 0  | 0  | 0  | 0  | 0    | 0   |
| 8    | Manawatu         | 0 | 0 | 0 | 0 | 0  | 0  | 0  | 0  | 0    | 0   |
| 9    | Otago            | 0 | 0 | 0 | 0 | 0  | 0  | 0  | 0  | 0    | 0   |
| 10   | Southland        | 0 | 0 | 0 | 0 | 0  | 0  | 0  | 0  | 0    | 0   |
| 11   | Taranaki         | 0 | 0 | 0 | 0 | 0  | 0  | 0  | 0  | 0    | 0   |
| 12   | Tasman           | 0 | 0 | 0 | 0 | 0  | 0  | 0  | 0  | 0    | 0   |
| 13   | Waikato          | 0 | 0 | 0 | 0 | 0  | 0  | 0  | 0  | 0    | 0   |
| 14   | Wellington       | 0 | 0 | 0 | 0 | 0  | 0  | 0  | 0  | 0    | 0   |

|  | Qualification pour les quarts de finales |

Attribution des points : victoire sur tapis vert : 5, victoire : 4, match nul : 2, défaite : 0, forfait : -2 ; plus les bonus (offensif : 4 essais marqués ; défensif : défaite par 5 points d'écart ou moins).

#### Résultats détaillés
Dans le tableau ci-dessous, le calendrier des rencontres de la saison.
Les points marqués par chaque équipe sont inscrits dans les colonnes centrales (3-4) alors que les essais marqués sont donnés dans les colonnes latérales (1-6). Les points de bonus sont symbolisés par une bordure bleue pour les bonus offensifs (trois essais de plus que l'adversaire), orange pour les bonus défensifs (défaite par moins de sept points d'écart), rouge si les deux bonus sont cumulés.

### Phase finale
|  | Quarts de finale | Quarts de finale |  |  | Demi-finales    | Demi-finales    |  |  | Finale          | Finale          |
|  | Quarts de finale | Quarts de finale |  |  | Demi-finales    | Demi-finales    |  |  | Finale          | Finale          |
|  |                  |                  |  |  |                 |                 |  |  |                 |                 |
|  | 10 octobre 2025  | 10 octobre 2025  |  |  | 17 octobre 2025 | 17 octobre 2025 |  |  | 25 octobre 2025 | 25 octobre 2025 |
|  | 10 octobre 2025  | 10 octobre 2025  |  |  | 17 octobre 2025 | 17 octobre 2025 |  |  | 25 octobre 2025 | 25 octobre 2025 |
|  |                  |                  |  |  | 17 octobre 2025 | 17 octobre 2025 |  |  | 25 octobre 2025 | 25 octobre 2025 |
|  |                  |                  |  |  | 17 octobre 2025 | 17 octobre 2025 |  |  | 25 octobre 2025 | 25 octobre 2025 |
|  |                  |                  |  |  | 17 octobre 2025 | 17 octobre 2025 |  |  | 25 octobre 2025 | 25 octobre 2025 |
|  |                  |                  |  |  |                 |                 |  |  | 25 octobre 2025 | 25 octobre 2025 |
|  | 11 octobre 2025  |                  |  |  |                 |                 |  |  | 25 octobre 2025 | 25 octobre 2025 |
|  |                  |                  |  |  |                 |                 |  |  | 25 octobre 2025 | 25 octobre 2025 |
|  |                  |                  |  |  |                 |                 |  |  | 25 octobre 2025 | 25 octobre 2025 |
|  |                  |                  |  |  |                 |                 |  |  | 25 octobre 2025 | 25 octobre 2025 |
|  |                  |                  |  |  |                 |                 |  |  | 25 octobre 2025 | 25 octobre 2025 |
|  |                  |                  |  |  |                 |                 |  |  |                 |                 |
|  | 11 octobre 2025  |                  |  |  |                 |                 |  |  |                 |                 |
|  |                  |                  |  |  |                 |                 |  |  |                 |                 |
|  |                  |                  |  |  |                 |                 |  |  |                 |                 |
|  | 18 octobre 2025  |                  |  |  |                 |                 |  |  |                 |                 |
|  |                  |                  |  |  |                 |                 |  |  |                 |                 |
|  |                  |                  |  |  |                 |                 |  |  |                 |                 |
|  | 12 octobre 2025  |                  |  |  |                 |                 |  |  |                 |                 |
|  |                  |                  |  |  |                 |                 |  |  |                 |                 |
|  |                  |                  |  |  |                 |                 |  |  |                 |                 |
|  |                  |                  |  |  |                 |                 |  |  |                 |                 |
|  |                  |                  |  |  |                 |                 |  |  |                 |                 |
|  |                  |                  |  |  |                 |                 |  |  |                 |                 |

#### Quarts de finale
| 10 octobre 2025 19 h 5 UTC+13:00 |  | - (-) |  |  |
| 10 octobre 2025 19 h 5 UTC+13:00 |  |       |  |  |
| 10 octobre 2025 19 h 5 UTC+13:00 |  |       |  |  |

| 11 octobre 2025 16 h 35 UTC+13:00 |  | - (-) |  |  |
| 11 octobre 2025 16 h 35 UTC+13:00 |  |       |  |  |
| 11 octobre 2025 16 h 35 UTC+13:00 |  |       |  |  |

| 11 octobre 2025 19 h 5 UTC+13:00 |  | - (-) |  |  |
| 11 octobre 2025 19 h 5 UTC+13:00 |  |       |  |  |
| 11 octobre 2025 19 h 5 UTC+13:00 |  |       |  |  |

| 12 octobre 2025 14 h 5 UTC+13:00 |  | - (-) |  |  |
| 12 octobre 2025 14 h 5 UTC+13:00 |  |       |  |  |
| 12 octobre 2025 14 h 5 UTC+13:00 |  |       |  |  |

#### Demi-finales
| 17 octobre 2025 19 h 5 UTC+13:00 |  | - (-) |  |  |
| 17 octobre 2025 19 h 5 UTC+13:00 |  |       |  |  |
| 17 octobre 2025 19 h 5 UTC+13:00 |  |       |  |  |

| 18 octobre 2025 19 h 5 UTC+13:00 |  | - (-) |  |  |
| 18 octobre 2025 19 h 5 UTC+13:00 |  |       |  |  |
| 18 octobre 2025 19 h 5 UTC+13:00 |  |       |  |  |

#### Finale
La finale de la compétition a lieu le 25 octobre 2025.
| Finale Samedi 25 octobre 2025 19 h 5 UTC+13:00 |  | – |  |  |
| Finale Samedi 25 octobre 2025 19 h 5 UTC+13:00 |  |   |  |  |
| Finale Samedi 25 octobre 2025 19 h 5 UTC+13:00 |  |   |  |  |

## Statistiques
Les statistiques incluent la phase finale.

### Meilleurs réalisateurs
| Rang | Joueur | Club | Points |
| ---- | ------ | ---- | ------ |
| 1    |        |      | 0      |
| 2    |        |      | 0      |
| 3    |        |      | 0      |
| 4    |        |      | 0      |
| 5    |        |      | 0      |
| 6    |        |      | 0      |
| 7    |        |      | 0      |
| 8    |        |      | 0      |
| 9    |        |      | 0      |
| 10   |        |      | 0      |

### Meilleurs marqueurs
| Rang | Joueur | Club | Essais |
| ---- | ------ | ---- | ------ |
| 1    |        |      | 0      |
| 2    |        |      | 0      |
| 3    |        |      | 0      |
| 4    |        |      | 0      |
| 5    |        |      | 0      |
| 6    |        |      | 0      |
| 7    |        |      | 0      |
| 8    |        |      | 0      |
| 9    |        |      | 0      |
| 10   |        |      | 0      |

## Ranfurly Shield

### Matchs de pré-saison
En mars 2025, Taranaki annonce que le vainqueur de la Lochore Cup 2024, King Country, ainsi que Thames Valley, vainqueur de la Meads Cup 2024, sont les premières équipes de Heartland Championship qui affrontent la province pour le gain du Ranfurly Shield en 2025.
Lors du premier match, Taranaki dispose facilement de King Country en s'imposant 78 à 7 et conserve le trophée.
| 11 juin 2025 18 h UTC+12:00 | Taranaki | 78 - 7 (28 - 0) | King Country                                                             | Yarrow Stadium, New Plymouth env. 4 500 spectateurs Arbitre : Angus Mabey (en) |
| 11 juin 2025 18 h UTC+12:00 | Essai(s) : 12 Pokai (11e, 25e), Watson (15e), Northcott-Hill (21e), Tikoisolomone (en) (41e, 54e, 60e), Lennox (en) (47e, 49e, 77e), Grindlay (en) (65e), Wiseman (70e) Transformation(s) : 9 Northcott-Hill (12e, 16e, 22e, 26e, 42e, 49e), Wiseman (55e), Parker (66e, 71e) | Rapport         | Essai(s) : 1 Tom Ryan (38e) Transformation(s) : 1 Kieron Rollinson (39e) | Yarrow Stadium, New Plymouth env. 4 500 spectateurs Arbitre : Angus Mabey (en) |
| 11 juin 2025 18 h UTC+12:00 | | Rapport         |                                                                          | Yarrow Stadium, New Plymouth env. 4 500 spectateurs Arbitre : Angus Mabey (en) |

Pour le deuxième match, Taranaki s'impose une nouvelle fois largement, 97 à 0 contre Thames Valley, et reste détenteur du trophée. Pendant la rencontre, Taniela Rakuro (en), ailier de Taranakai, inscrit notamment un quintuplé. 
| 19 juillet 2025 14 h UTC+12:00 | Taranaki | 97 - 0 (43 - 0) | Thames Valley | Manaia Domain, Manaia 3 000 spectateurs Arbitre : Stuart Curran |
| 19 juillet 2025 14 h UTC+12:00 | Essai(s) : 15 Crowley (en) (3e, 79e), Slater (en) (13e), Rakuro (en) (18e, 28e, 58e, 64e, 70e), Loft (en) (25e, 40e), Lord (37e), Jacomb (en) (44e), Tikoisolomone (en) (52e, 68e), Grindlay (en) (56e) Transformation(s) : 11 Jacomb (4e, 19e, 29e, 38e, 45e), Northcott-Hill (57e, 59e, 65e, 69e, 71e), Grindlay (80e) | Rapport         |               | Manaia Domain, Manaia 3 000 spectateurs Arbitre : Stuart Curran |
| 19 juillet 2025 14 h UTC+12:00 | | Rapport         |               | Manaia Domain, Manaia 3 000 spectateurs Arbitre : Stuart Curran |

### Matchs pendant la saison
Pour le premier match de Ranfurly Shield durant la saison de NPC, Taranaki défend son trophée contre Northland. Taranaki s'impose par 23 à 3 et conserve le trophée.
| 2 août 2025 19 h 5 UTC+12:00 | Taranaki | 23 - 3 (13 - 3) | Northland                          | Yarrow Stadium, New Plymouth Arbitre : Mike Winter |
| 2 août 2025 19 h 5 UTC+12:00 | Essai(s) : 3 Tikoisolomone (en) (7e), Jacomb (en) (20e), Lennox (en) (43e) Transformation(s) : 1 Jacomb (43e) Pénalité(s) : 2 Jacomb (14e, 56e) | Rapport         | Pénalité(s) : 1 Reihana (en) (10e) | Yarrow Stadium, New Plymouth Arbitre : Mike Winter |
| 2 août 2025 19 h 5 UTC+12:00 | | Rapport         |                                    | Yarrow Stadium, New Plymouth Arbitre : Mike Winter |

| 23 août 2025 14 h 5 UTC+12:00 | Taranaki | - (-) | Waikato | Yarrow Stadium, New Plymouth |
| 23 août 2025 14 h 5 UTC+12:00 |          |       |         | Yarrow Stadium, New Plymouth |
| 23 août 2025 14 h 5 UTC+12:00 |          |       |         | Yarrow Stadium, New Plymouth |